# Lys sandhopper
Den lyse sandhopper (Talitrus saltator) er en meget almindelig tangloppe ved alle danske kyster. Den lever på strandbredden under tang og lignende. Den lyse sandhopper er 6-7 millimeter lang.
I forhold til andre tanglopper er sandhopperne (familien Talitridae) mere tilpasset et liv på land, idet gangben og især springhalen er meget kraftige. Det er påvist, at de kan hoppe op til 100 gange deres egen længde.